# Kevin O’Rourke
Kevin O’Rourke (* 25. Januar 1956 in Portland, Oregon) ist ein US-amerikanischer Schauspieler.

## Leben
Kevin O’Rourke wurde in Portland, Oregon als fünftes von acht Kindern geboren und wuchs in Tacoma, Washington auf. Von 1974 bis 1978 studierte er Schauspiel am Williams College in Williamstown, Massachusetts. Anschließend ging er zum Theater, das bis heute seinen Arbeitsschwerpunkt bildet. In kleinen Rollen ist er darüber hinaus gelegentlich auch beim Film und beim Fernsehen tätig. Daneben arbeitet er in der Werbung und als Sprecher bei Tonaufnahmen.
O’Rourke ist verheiratet und hat zwei Söhne. Er lebt mit seiner Familie in New York City und Kerhonkson, New York.

## Bühnenauftritte (Auswahl)
- 1984/85: Alone Together
- 1988: Spoils of War
- 1990: Die Katze auf dem heißen Blechdach

## Filmografie (Auswahl)

### Kinofilme
- 1981: Tattoo
- 1987: The Bedroom Window
- 1988: Ich bin Du (Vice Versa)
- 1997: Turbulence
- 2001: Unterwegs mit Jungs (Riding in Cars with Boys)
- 2004: Aviator – als Spencer Tracy
- 2019: The Irishman
- 2020: An American Pickle

### Fernsehfilme
- 1991: Ironclads
- 1991: Deception: A Mother’s Secret
- 1992: With Murder in Mind
- 1997–1998: Remember WENN
- 1998: Das Fenster zum Hof
- 1999: Deep in My Heart
- 1999: Die Sopranos
- 1994–2005: Law & Order